# Liên hoan phim Ba Lan tại Seattle
Liên hoan phim Ba Lan tại Seattle (SPFF) là một liên hoan phim được tổ chức thường niên tại Seattle, Washington. Tại đây, những bộ phim trong hiện tại và quá khứ của điện ảnh Ba Lan được giới thiệu đến công chúng. Liên hoan phim được tổ chức bởi Hiệp hội thành phố chị em Seattle-Gdynia. Trong liên hoan phim, giải thưởng Linh hồn điện ảnh Ba Lan Seattle và giải do khán giả bình chọn sẽ được trao cho bộ phim chiến thắng.
Liên hoan phim Ba Lan tại Seattle (SPFF) lần đầu tiên được tổ chức vào năm 1992. Từ lần thứ 17, liên hoan phim được tổ chức từ ngày 10 tháng 4 năm 2009 đến ngày 19 tháng 4 năm 2009. Các thành viên của Ban giám khảo bao gồm: Brian Jones, PSG Films; Zbyszek Pietrzyk, SPFF; và Lance Rhoades từ Viện phim Seattle và Đại học Washington. Tại Liên hoan phim Seattle Ba Lan lần thứ 17, giải thưởng do khán giả bình chọn được trao cho đạo diễn Magdalena Piekorz với bộ phim "Drowsiness" (Senność, tạm dịch Cơn buồn ngủ), giải thưởng Linh hồn điện ảnh Ba Lan Seattle dành cho phim chính kịch hay nhất được trao cho đạo diễn Kasia Adamik với phim "Offsiders" (Boisko bezdomnych, tạm dịch Những kẻ ngoài cuộc). Giải thưởng phim hài xuất sắc nhất thuộc về Tomasz Konecki với phim "A Perfect Guy For My Girl" (Idealny facet dla mojej dziewczyny, tạm dịch Người tình hoàn hảo cho người tình của tôi), còn giải phim ngắn xuất sắc nhất được trao cho nhà làm phim Maciej Prykowski với phim "Điều không ai biết" (Czego nikt nie wie).